# Lourenço (Calçoene)
Lourenço é um distrito do município brasileiro de Calçoene, no estado do Amapá. Segundo o censo demográfico de 2022, realizado pelo Instituto Brasileiro de Geografia e Estatística (IBGE), sua população era de 2 371 habitantes e havia 676 domicílios particulares permanentes ocupados. Foi criado pela lei federal nº 3.055 de 22 de dezembro de 1956.
De acordo com o IBGE, em 2010 a população era de 1 866 habitantes e havia 759 domicílios particulares.